# لئو دی گیل
سر لئو ویکتور دی گیل (انگلیسی: Sir Leo Victor de Gale؛ زادهٔ ۲۸ دسامبر ۱۹۲۱ – درگذشته ۲۳ مارس ۱۹۸۶) یک سیاست‌مدار اهل گرنادا بود. وی از ۷ فوریه ۱۹۷۴ تا ۳۰ سپتامبر ۱۹۷۸ فرماندار گرنادا بود.
لئو دی گیل در ۲۳ مارس ۱۹۸۶، در سن ۶۴ سالگی درگذشت.